# 鲍里斯·格尔凡德
鲍里斯·盖尔凡德（希伯來語：‎，1968年6月24日—），白俄罗斯出生的以色列国际象棋特级大师，2012年国际象棋世界冠军对抗赛挑战者。国际棋联等级分最高达到2761（2010年1月）。